# تدوين موسيقي

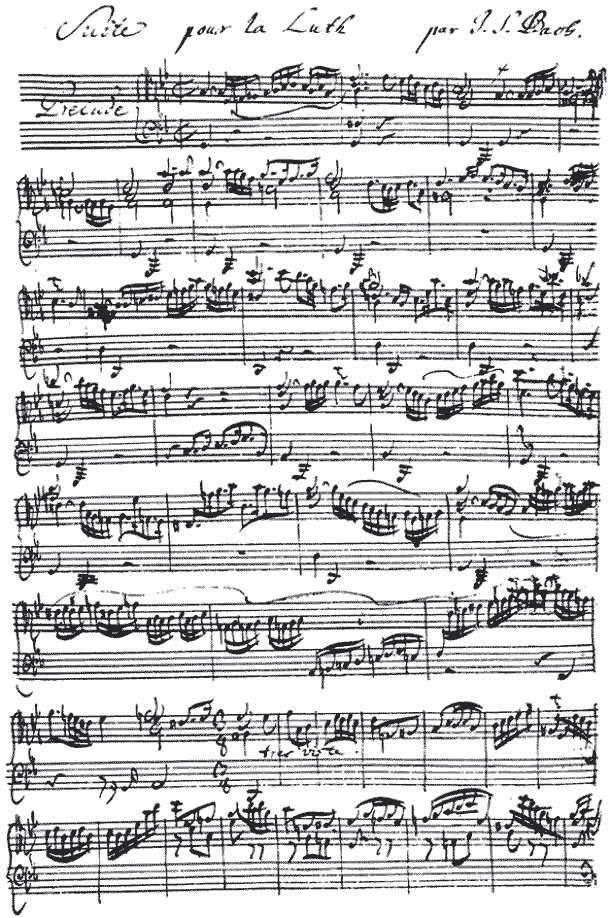
تدوين موسيقي بخط يد يوهان سباستيان باخ.

التدوين الموسيقي (أو تدوين الموسيقى) هو أي نظام يستخدم من أجل إجراء عملية تمثيل بصرية من خلال استخدام رموز كتابية للموسيقى المسموعة بما فيها الرموز الموسيقية القديمة أو الحديثة.
اختلف أسلوب تدوين الموسيقى عبر العصور وعبر اختلاف الحضارات.

## اقرأ أيضاً
- موسيقى
- سلم موسيقي